# Henry B. Goodwin
Pour l’article homonyme, voir Goodwin.
Henry Buergel Goodwin (Munich, 20 février 1878 - Uppsala, 11 septembre 1931) est un photographe suédois pictorialiste, spécialiste des langues nordiques.

## Biographie
Henry Buergel Goodwin, de son vrai nom Heinrich Karl Hugo Bürgel, est le fils d'Hugo Bürgel (1853 – 1903), un peintre paysagiste. Il étudie les langues nordiques à l'Université de Leipzig d'où il sort diplômé en 1903 après avoir fait une thèse sur le Konungsannáll, un manuscrit islandais. Il apprend la photographie dans le studio de Nicola Perscheid. En 1903, il se marie avec Hildegard Gassner, et l'année suivante, ils déménagent à Uppsala en Suède, où il donne des conférences universitaires en allemand de 1906 à 1909. Il est naturalisé suédois en 1908 et donne alors une consonance anglaise à son nom. En 1909, il divorce d'Hildegard, laquelle retourne trois ans plus tard en Allemagne avec leurs trois enfants. Peu après Goodwin se marie avec Ida Helander (1874 – 1963) alors institutrice à Stockholm. Sa carrière universitaire n'avance pas et il s'intéresse de plus en plus à la photographie. À partir de 1916, il devient photographe professionnel et devient alors le principal photographe pictorialiste suédois.

## Galerie

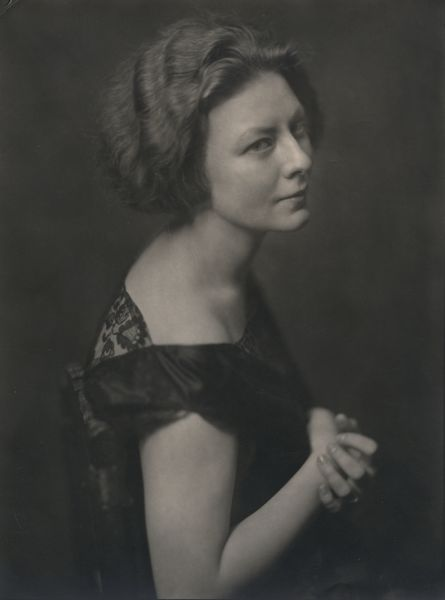
Vers 1910
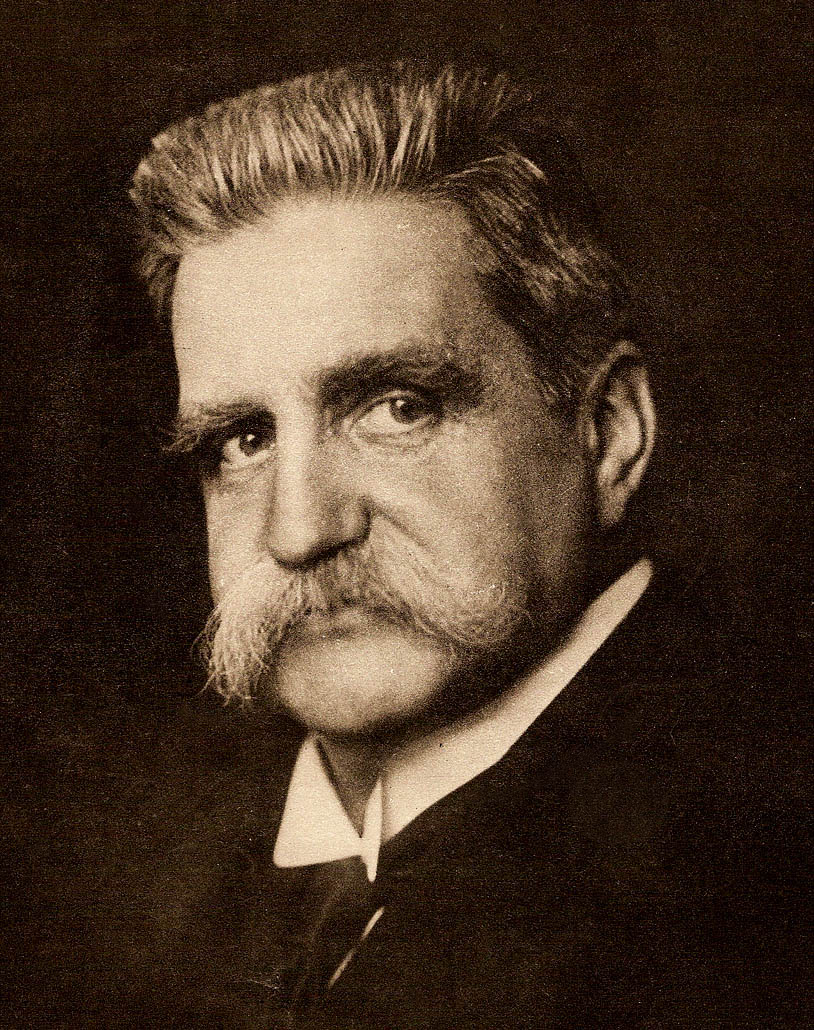
Hjalmar Branting
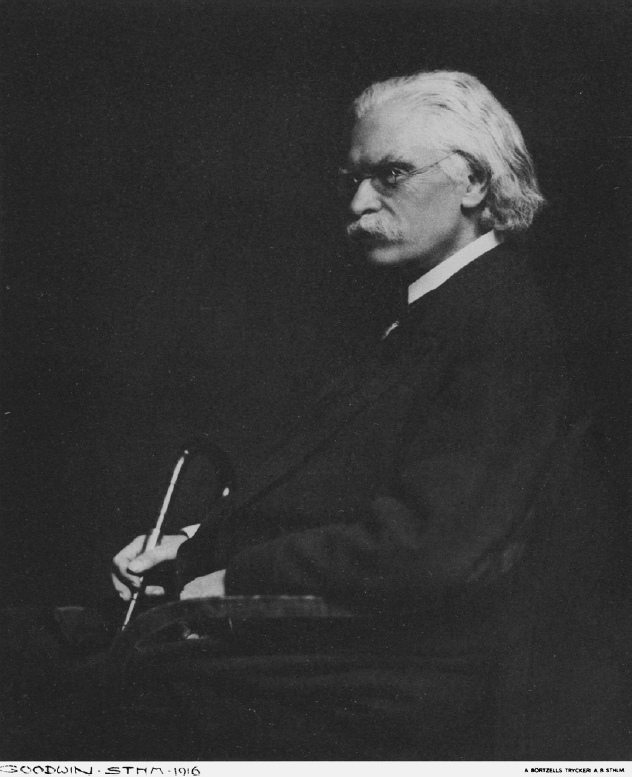
Gösta Mittag-Leffler
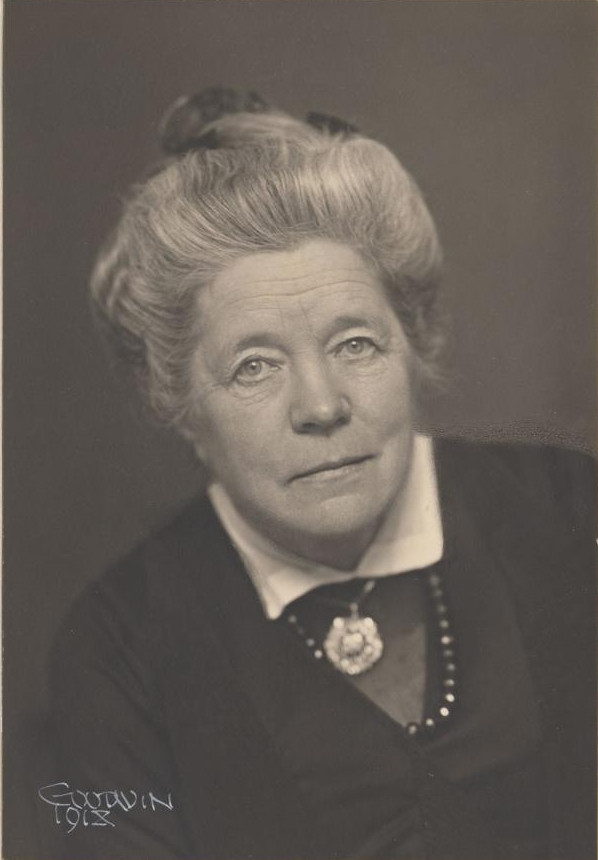
Selma Lagerlöf
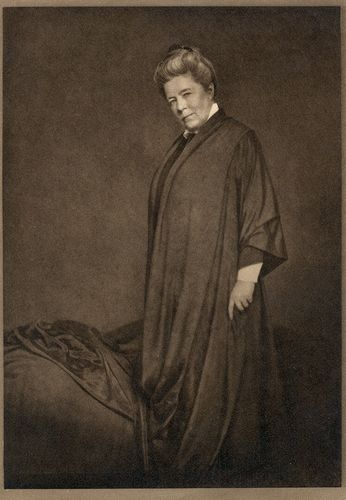
Selma Lagerlöf
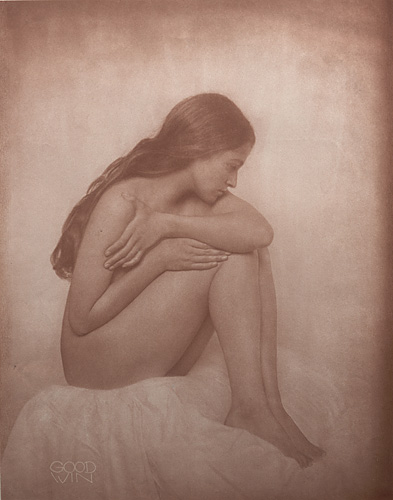
Vers 1915
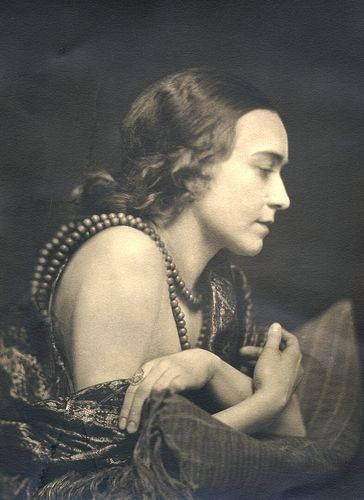
Jenny Hasselqvist
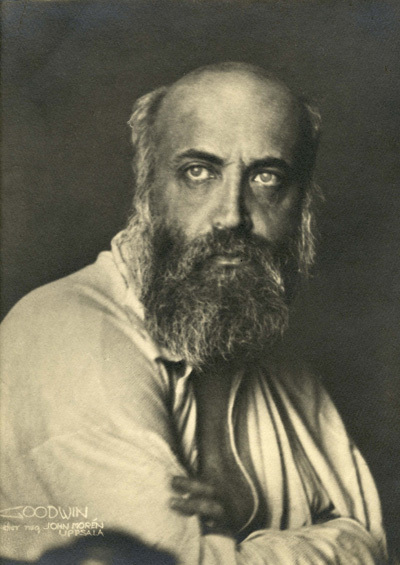
Gustaf Fröding, vers 1900
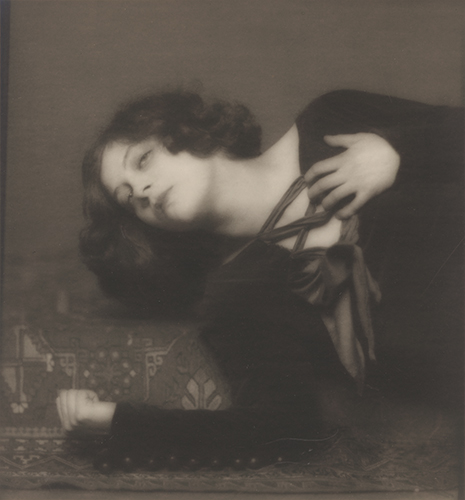
Greta Garbo
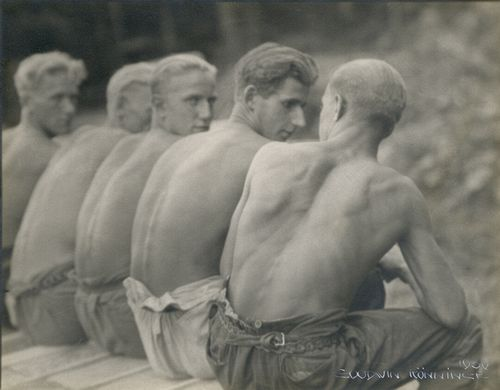
Des jardiniers, vers 1930
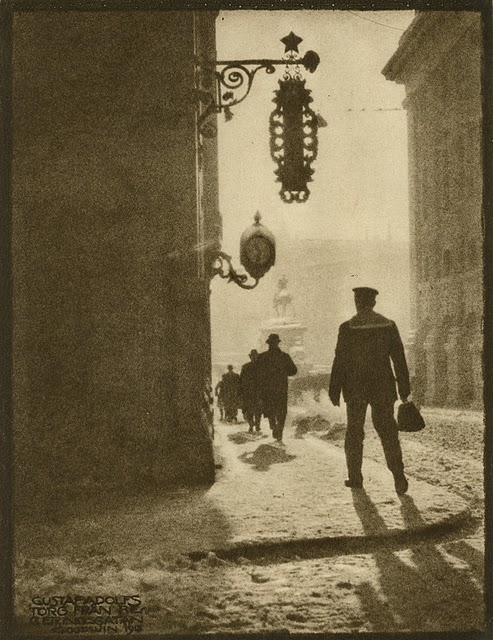
En 1916